# Daniel Cavanagh
Daniel Cavanagh (Liverpool, Engleska, 6. listopada 1972.) je engleski gitarist i pjevač, najpoznatiji kao osnivač britanskog sastava Anathema koji osnovao je 1990. sa svojim bratom Vincentom Cavanaghom. Glavni je skladatelj sastava, ulogu koju je prethodno dijelio s basistom Duncanom Pattersonom do Pattersonova odlaska 1998. godine
Cavanagh bio je uključen u druge projekte kao što Leafblade, akustični i keltski rock sastav (gitare i vokali) i Antimatter, bivši sastav bivšeg člana Anatheme, Duncana Pattersona. Također svirao je gitaru na albumu Mushroom s Lidom. Cavanagh također je pjevao na albumu francuskih post rockera Spherical Minds i bio je gost na albumu Pure Air Agua de Annique, dajući vokale i gitaru na "The Blowers Daughter".

## Rani život
Cavanagh rođenje i odrastao u Anfieldu, Liverpool, u radničkoj obitelji. Spomenuo je Dire Straits i Mark Knopfler kao njegovi prvi glazbeni utjecaji, te su zajedno s Queenom bili odgovorni za vođenje mladog Cavanagha prema učenju gitare. Sjeme je zacementirano 1985. s nastupom Live Aida i to je događaj koji Cavanagh još uvijek spominje kao jedan od najljepših trenutaka u povijesti glazbe i čovječanstva.Tijekom svojih tinejdžerskih godina, Cavanagh otkrio je sastav Iron Maiden koji je uz sastavima kao što su Metallica, Celtic Frost, Slayer, Bolt Thrower i kasnije Paradise Lost, imao veliki utjecaj na njegov interes za ekstremni metal.

## Anathema

### Osnivanje,Alternative 4i obiteljska tragedija
Cavanagh osnovao je Anatheme 1990. uz bratom Vincentom. Debitanski album, Serenades objavljen je 1993. Bubnjar John Douglas napustio je sastav nakratko prije snimanja i izdavanja Alternative 4; zamijenio ga je Shaun Steels, bivši član sastava Solstice i My Dying Bride. Alternative 4 uglavnom su skladali Cavanagh s basistom Duncanom Pattersonom, naišao je na uglavnom pozitivne kritike i označio prijelaz sastava s gothic metala na alternativniji rock/goth zvuk.
Katastrofa se dogodila ubrzo nakon objavljena albuma. Prvo, majka braći Cavanagh umrla; Duncan Patterson tada je napustio Anatheme. Unatoč svemu ovome sastav se odlučio usredotočiti na razvoj novog albuma. John Douglas se ponovno pridružio sastavu na vrijeme za turneju albuma i trebalo je samo godinu dana prije nego što je album Judgement objavljen. Judgement ponovno dobio je pozitivne kritike, a AllMusic mu je dao četiri od pet zvjezdica.
Osim vokala Vincenta Cavanagha, Lee Douglas, mlađa sestra bubnjara Johna, debitirala je na albumu i na kraju je postavljena kao članica sastava. Vrijedan spomena je pjesma "One Last Goodbye", budući da je u ovoj fazi kada je Patterson otišao, Cavanagh je bio u središtu pozornosti kao pokretačka glazbena snaga u skupine i brzo je viđen kao utjecajnija figura u glazbenom smjeru sastava među obožavateljima Anatheme – nježno poznati kao Anathemani.

### Rane 2000-te
Godine 2001. objavljen je album A Fine Day to Exit na kojem sastav promjenje svoj zvuk. S glazbenim spotom i glavnim singlom za pjesmi "Pressure", album je naišao na različite reakcije. Ipak, pjesma "Temporary Peace" postala je klasik Anatheme koji se spominje u istom dahu kao pjesme poput "Deep" ili "Empty". Album je bio značajan po tome što je bio prvijenac Lesa Smitha na klavijaturama. Također bio je album na kojem je John Douglas postao zapažen kao skladatelj od velike važnosti za sastav, kakav je ostao do danas.
U početku 2002. Cavanagh je najavio odlazak iz Anatheme kako bi se ponovno okupio s bivšim kolegom Duncanom Pattersonom na njegovom projektu Antimatter. To je izazvalo negativan odgovor obožavatelja Anatheme diljem svijeta jer su mnogi smatrali da je Daniela nemoguće zamijeniti. Razlaz je kratko trajao na sreću jer se vratio u sastavu na vrijeme za festivalsku sezonu tog ljeta.
Na album A Natural Disaster, Vincentov blizanac Jamie ponovno pridružio Anatheme na basu (položaj koji je obnašao u ranim danima sastava). Rezultirajući album je gotovo u cijelosti skladao Daniel (s manjim doprinosima ostatka skupine) označavajući kraj jedne traumatične epizode u njegovom osobnom životu. A Natural Disaster je djelomično zanemaren zbog toga što je Anathemov dugogodišnja diskografska kuća Music For Nations odlučila prestati. S obzirom na to da tvrtka koja će uskoro biti ugašena nije mogla ostvariti pravi dobitak, MFN je malo učinio na promoviranju albuma. Unatoč tome, turneja za album bila je uspješna, a sedam godina koje su uslijedile do sljedećeg albuma dovelo je do toga da se sastav konačno pojavio kao profesionalna grupa na turneji. A Natural Disaster, usprkos izgledima, postao je pomalo kultni hit među obožavateljima, sadržavajući neke od Cavanaghovih najboljih tekstova ("Closer"), kao i gledajući ga na nove razine u sirovim otvorenim emocijama ("Electricity").
Anathema poduzela je velike korake prema tome da postane profesionalni izvođač uživo tijekom sedam godina između albuma s visokoprofilnim turnejama uz podršku HIM-a i Porcupine Treea čime su proširili svoju bazu obožavatelja. Cavanagh počeo je pregledavati neke nove materijale Anatheme tijekom svojih samostalnog nastupa, što je navelo sastav da snimi i besplatno objavi demo verzije pjesama budućeg albuma na svojoj službenoj stranici.

### HindsightiWe're Here Because We're Here
U kraju 2008. Anathemina nova diskografska kuća K-Scope izdala je kompilacije starih pjesama presnimljenih na poluakustični način s jednom novom pjesmom "Tales of the Unexpected". Unatoč primjetnim promjenama, općenito su bile pozitivne reakcije na prerađene stare pjesme. Ovo je bio važan korak prema tome da se Anathema odluči za K-Scope kao svoju novu diskografskom kuću.
U svibnju 2010., gotovo sedam godina nakon objavljena posljednjeg studijskog albuma, Anathema je objavila svoju vlastitu produkciju We're Here Since We're Here koju je miksao Steven Wilson iz Porcupine Tree. Album je dobio veliki odjek u svim kutovima tiska i reakcije obožavatelja bile su pozitivne. Medijski titan "Classic Rock" dodijelio mu je nagradu Prog Album Godina.

## Samostalna karijera i akustična
Godine 2002. Cavanagh je počeo svirati solo nastupe diljem Europe, sam svirajući gitaru i klavir. Ove su se emisije pokazale vrlo popularnima među obožavateljima skupine, kao i među ostalima koji su željeli čuti Dannyjev rad. Uspješno je surađivao za ove koncerte s bivšom pjevačicom The Gatheringa, Anneke Van Giersbergen. Kratka norveška turneja 2006. dovela je do susreta Cavanagha s Haavardom iz Aftermath Musica u Trondheimu, što je rezultiralo time da je Haavard neko vrijeme nakon toga postao Danielov glavni agent za rezervacije za njegove samostalne izlete. Također to bilo je od velike važnosti jer je počelo Cavanaghovo zanimanje za Norvešku, nešto što je od tada imalo ogroman utjecaj na njegov život. To je neizravno dovelo do susreta Cavanagha s Christer-Andréom Cederbergom koji je producirao posljednja dva studijska albuma Anatheme i odveo sastav u prethodno nenajavljena područja uspjeha, ne samo s pjesmom "Anathema" (iz albuma Distant Satellites) koja je osvojila Himnu svijeta. Godine na dodjeli Prog nagrada 2014., prema glasovanju čitatelja Classic Rock's Prog Magazina.
Godine 2004. Cavanagh je objavio "A Place to Be" za diskografsku kuću Strangelight Records (koju je vodio bivši basist sastava Anathema Duncan Patterson) u kojoj je obrađivao kolekciju pjesama Nicka Drakea.Godine 2009. udružio se s čestom suradnicom uživo Anneke van Giersbergen za objavljenje "In Parallel" na kojem su dodali svoj vlastiti jedinstveni dodir brojnim vlastitim pjesmama, kao i pjesmama drugih glazbenici.Godine 2013. surađivao je s Josephom Geracijem, čije su rasprave o vlastitom iskustvu bliske smrti bile semplovane za pjesmu Anatheme "Internal Landscapes" iz albuma Weather Systems objavljen 2012. Pri dobivanju dopuštenja za uzorak Cavanagh je stupio u kontakt s Geracijem i otkrio da je od tada prikupio veliku količinu pisama temeljenog na tom događaju, događaju koji je Cavanagha bio prilično dirnut otkako je za njega saznao.Album Passage snimljen je i objavljen 2013. a objavila ga je kuća Burning Shed.
Godine 2015. Cavanagh je vodio vrlo uspješnu PledgeMusic kampanju za svoj album Memory and Meaning. Na albumu snima intimne i ogoljene verzije pjesama koje su oblikovale njegovo glazbeno ja kroz godine i sadrži verzije pjesama glazbenika kao što su Fleetwood Mac, Kate Bush, Pink Floyd i Iron Maiden.

## Privatni život
U 2005. Cavanagh odlučio je prestati piti alkohol i droge i posvetiti se duhovnijem pristupu u svom svakodnevnom životu. Dotakao se teme u intervjuima, rekavši da je sada daleko sretniji. Ova se promjena također dogodila u skladu s njegovim najuspješnijim razdobljem kao glazbenika i Cavanagha je vidio uživo u Londonu, Oslu i Liverpoolu tijekom tog vremena.Godine 2020. Anathema i Cavanagh zapali su u financijske probleme. To je natjeralo Cavanagha da prodao je nekoliko svojih gitare, od kojih je jednu kupio obožavatelj i poklonio Cavanaghu.

## Diskografija
Anathema
- The Crestfallen (1992.)
- Serenades (1993.)
- Pentecost III (1995.)
- The Silent Enigma (1995.)
- Eternity (1996.)
- Alternative 4 (1998.)
- Judgement (1999.)
- A Fine Day to Exit (2001.)
- A Natural Disaster (2003.)
- Hindsight (2008.)
- We're Here Because We're Here (2010.)
- Falling Deeper (2011.)
- Weather Systems (2012.)
- Distant Satelites (2014.)
- The Optimist (2017.)